# Ataque a Amberes
El ataque a Amberes tuvo lugar el 17 de enero de 1583 por parte de las tropas francesas de Francisco de Anjou, contra la ciudad en poder de las  Provincias Unidas de los Países Bajo, en el marco de la guerra de los ochenta años, que a finales del siglo XVI se libraba en los Países Bajos en la que las neerlandeses luchaban contra los tercios españoles para conseguir su independencia de la monarquía de Felipe II de España. En esta situación Guillermo de Orange, líder de las Provincias Unidas, y los Estados Generales, órgano máximo de gobierno, propusieron a Francisco de Anjou, hermano de Enrique III de Francia, para ocupar el trono de los Países Bajos, buscando así ganar el apoyo francés en su lucha contra España.
Anjou, disconforme con las condiciones restrictivas que los Estados Generales imponían a su ascensión al trono, intentó ocupar militarmente algunas ciudades de los Países Bajos.  En enero de 1583 ordenó a 4000 de sus soldados atacar Amberes; a falta de una guarnición defensora, los ciudadanos de Amberes rechazaron el ataque derrotando contundentemente al ejército francés de Anjou.
Tras el fallido ataque las Provincias Unidas anularían los acuerdos con Anjou y forzarían la expulsión de las tropas francesas del territorio de los Países Bajos.

## Contexto
Hacia 1566-68 se desató en los Países Bajos la guerra de los ochenta años, en la que las provincias del norte de los Países Bajos se rebelaron contra las autoridades españolas.  En 1579 las provincias rebeldes se agruparon en la Unión de Utrecht, formando las Provincias Unidas, que en 1581 publicarían el acta de abjuración, por la que declaraban no reconocer por rey a Felipe II de España.
Con el fin de obtener apoyos que oficializaran su declaración de independencia el estatúder Guillermo de Orange y los Estados Generales de los Países Bajos, buscaron un candidato que ocupara el trono de las Provincias Unidas.  Tras las negociaciones fallidas con Matías de Habsburgo, llegaron a un acuerdo con Francisco de Anjou, hermano del rey Enrique III de Francia.
En septiembre de 1580 se firmó el tratado de Plessis-les-Tours, por medio del cual los Estados Generales estaban dispuestos a aceptar a Francisco de Anjou como rey de las Provincias Unidas.  Las condiciones del acuerdo eran claramente favorables a las Provincias Unidas: Anjou quedaría convertido en una figura meramente representativa, mientras el poder de facto quedaba en manos de los Estados Generales.
En enero de 1583 Anjou, impaciente por la demora de su coronación y disconforme con las limitaciones que el tratado imponía a su autoridad y con las concesiones religiosas al protestantismo mayoritario en las Provincias Unidas, planeó hacer una demostración de fuerza apoderándose militarmente de varias ciudades de Flandes y Brabante.

## Ataque a Amberes

### Preparativos

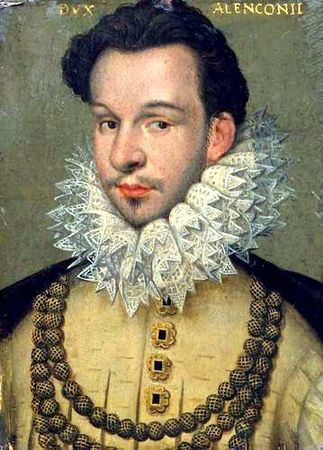
Francisco de Anjou

Como parte de un plan que involucraba a las fuerzas de Anjou en varias ciudades de la zona, el 15 de enero la guarnición francesa de Dunkerque aprovechó un enfrentamiento menor entre sus tropas y los lugareños para asegurar militarmente la plaza.  De igual manera procedieron en Ostende, Diksmuide, Dendermonde, Aalst y Vilvoorde.  
En Brujas, debido a un retraso en la puesta en ejecución de los planes, los mandos franceses fueron arrestados por las autoridades neerlandesas, advertidas de lo sucedido en las ciudades anteriores.
Con la intención de tomar también Amberes, capital de Brabante y residencia de Guillermo de Orange bajo la alcaldía de Felipe de Marnix, el 16 de enero Anjou reunió a sus tropas en Borgerhout, cerca de Amberes, con el pretexto de estar preparando un contingente para aliviar Eindhoven.
Desconfiando de las intenciones francesas, Guillermo de Orange mandó aviso a Francisco de Anjou interrogándole sobre la presencia de sus tropas frente a Amberes; Anjou respondió garantizando su fidelidad a las Provincias Unidas y comprometiéndose a no introducir tropas en la ciudad.

### Ataque a Amberes
El 17 de enero a mediodía 300 soldados de la caballería de Anjou se acercaron a la puerta de Amberes fingiendo tener un hombre herido y solicitando la entrada en la ciudad para darle atención médica. Tras abatir a los soldados holandeses que defendían la puerta, ingresaron en la ciudad facilitando el acceso del resto del ejército, que llegó tras ellos con 3000 mosqueteros y 600 hombres a caballo, comandados por el conde Rochepot.
La escasa guarnición que defendía Amberes fue rápidamente superada por los asaltantes, que pronto se dispersaron por las calles dispuestos a saquear la ciudad. Los ciudadanos de Amberes cerraron las puertas de la ciudad e improvisaron una enconada defensa; durante una hora, favorecidos por la dispersión de las fuerzas francesas por las calles estrechas, entablaron combates cuerpo a cuerpo con estas por toda la ciudad. En la sucesión de enfrentamientos que tuvieron lugar murieron aproximadamente 1500 soldados franceses, y otros 500 fueron hechos prisioneros mientras que las bajas entre los antuerpienses se estiman en poco más de 100.

### Retirada de Anjou
Tras la derrota el duque de Anjou se retiró con el resto de sus tropas hacia Dendermonde; su ruta se vería interrumpida por la rotura intencionada de un dique en Malinas, que provocando una inundación al paso de los franceses provocó cerca de 1000 bajas entre estos.
Este ataque sería conocido en la literatura anglosajona como la furia francesa, en recuerdo de la furia española de 1576, en la que los soldados de los tercios españoles saquearon la ciudad matando a varios miles de ciudadanos.

## Conversaciones

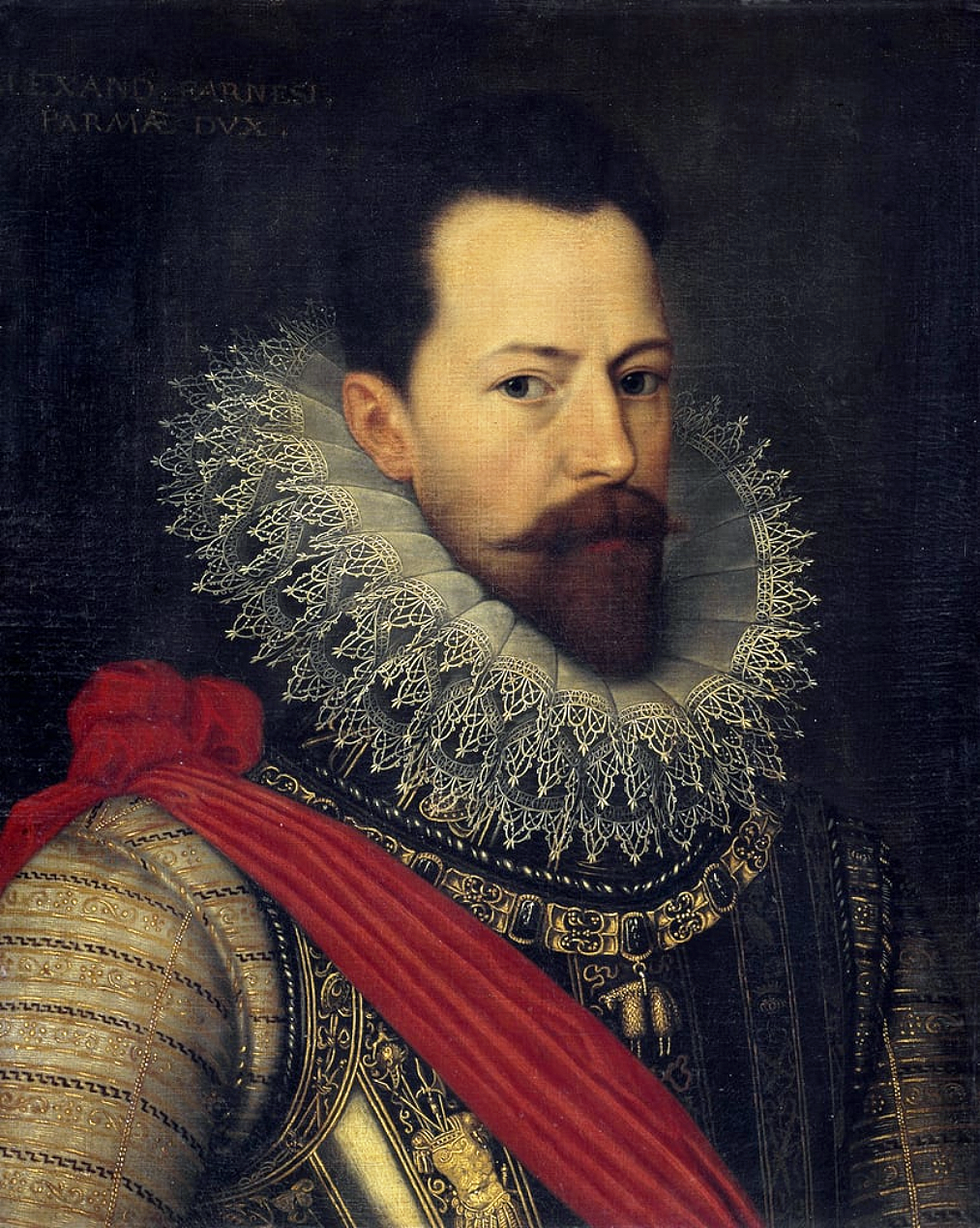
Alejandro Farnesio, gobernador de los Países Bajos españoles, intentaría aprovechar la situación en su beneficio, planteando a Anjou una alianza con el bando español. Las desorbitadas peticiones de Anjou, que propuso quedarse con varias ciudades de la frontera franco-holandesa a cambio de la entrega de las plazas bajo mando francés, harían que el acuerdo no llegara a hacerse efectivo.

Anjou estableció correspondencia con Guillermo de Orange y con las autoridades de Amberes, en la que justificaba el ataque a Amberes por las afrentas recibidas por los Estados Generales en la intención de estos de limitar su autoridad, reiterándoles su fidelidad a la causa holandesa y achacando su conducta a una insubordinación de sus tropas.
El ataque simultáneo de Anjou a todas las plazas con guarniciones francesas, la interceptación de la correspondencia con su hermano el rey de Francia y el descubrimiento de los intentos de acuerdo con Farnesio dejaban clara la duplicidad de Anjou para con las Provincias Unidas, pero la situación de estas en la guerra contra España no era tan sólida como para romper los acuerdos con los franceses:  
sin el apoyo de Anjou, y el consiguiente respaldo por parte de Francia, las Provincias Unidas no serían capaces de contener el avance de los tercios españoles de Alejandro Farnesio.  Guillermo de Orange aconsejó que intentasen la reconciliación con Anjou, viendo en esta estrategia la única manera de mantener su independencia de España.  A últimos de marzo de 1583 Anjou y los Estados Generales establecieron un acuerdo provisional según el cual:
- Los soldados franceses hechos prisioneros durante el ataque serían liberados;
- Se devolverían las propiedades de Anjou en Amberes;
- Se le entregarían a Anjou 90 000 florines[6] en pago por los sueldos atrasados de las tropas francesas;
- Anjou debería renovar las condiciones del tratado de Plessis-les-Tours;
- Las tropas francesas deberían jurar fidelidad a los Estados Generales;
- Las plazas tomadas por las fuerzas francesas serían devueltas;
- Anjou debería retirarse a Dunkerque con sus tropas hasta la conclusión definitiva del acuerdo.

## Consecuencias

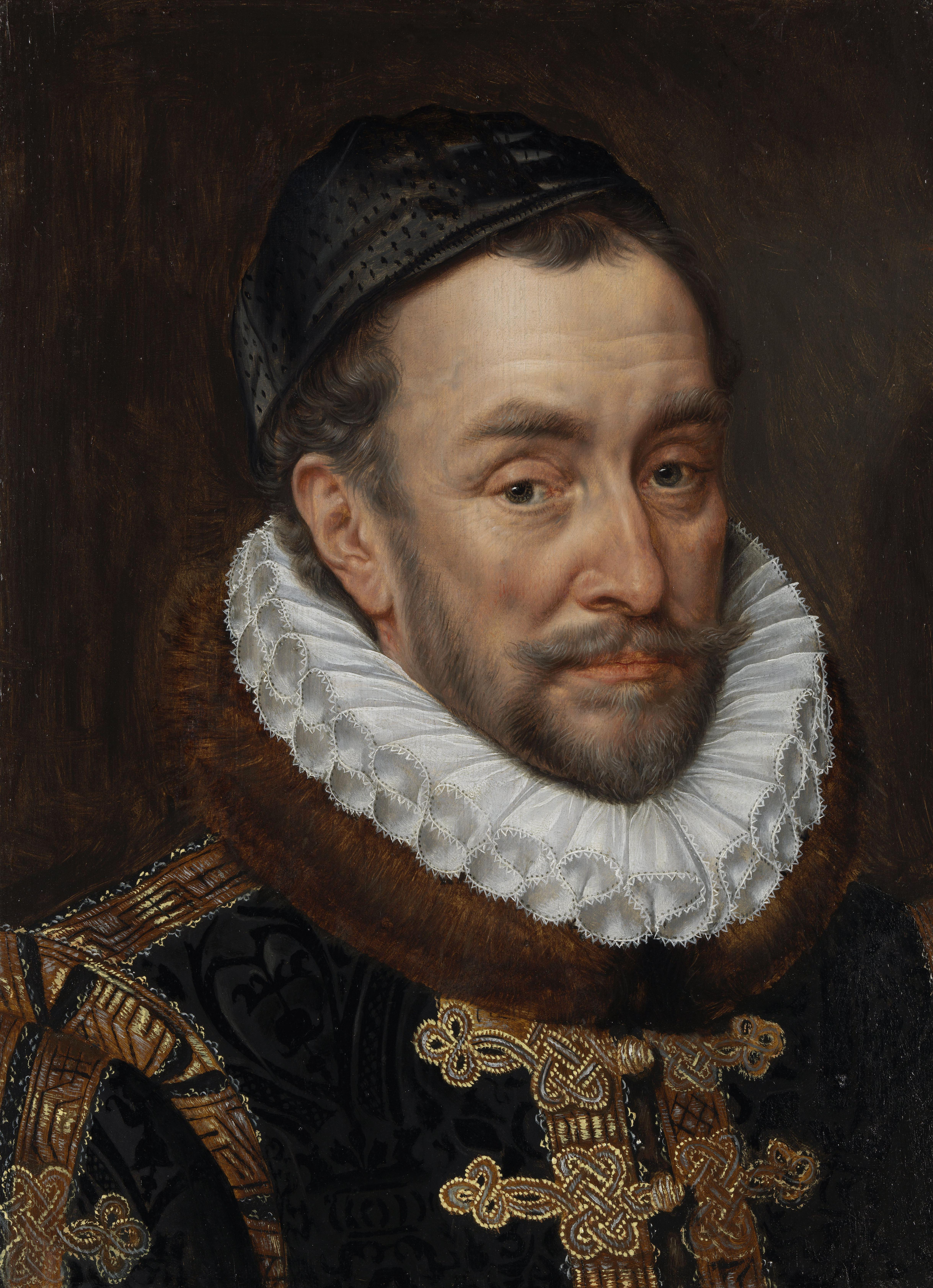
Guillermo de Orange

El mando de la tropa francesa se le encargó al mariscal de Biron. Este se apoderó el 10 de mayo del castillo de Wouw, y rechazó a los españoles en Roosendaal, pero pronto Alejandro Farnesio que acababa de tomar Eindhoven el 23 de abril, ocupó Diest el 27 de mayo y derrotó a las tropas de Biron en la batalla de Steenbergen. 
El duque de Anjou cayó enfermo en Dunquerque y ante la proximidad del ejército español marchó a Francia. Farnesio continuó su marcha tomando Dunquerque, Nieuwpoort y Dixmuda antes del fin del verano de 1583.
Guillermo de Orange mandó fortificar Amberes. Su apoyo al duque de Anjou y su boda en abril con Louise de Coligny, hija del líder de los hugonotes franceses Gaspar de Coligny, le había granjeado la enemistad de la ciudad mayoritariamente católica,  por lo que temiendo por su seguridad el 27 de julio se retiró a Zelanda, provincia de la que era estatúder y en la que contaba con numerosos partidarios.  A pesar de sus intentos por mantener los apoyos franceses del lado holandés, la oposición de los Estados Generales y de la población consiguieron la expulsión de las tropas francesas: el 27 de agosto de 1583 estas embarcaron en Biervliet (Zelanda) retirándose definitivamente a Francia. Zutphen el 21 y otras ciudades de Güeldres serían tomadas en septiembre de ese mismo año gracias al cambio de bando de Enrique van der Bergh, que las entregaría a los españoles.
Francisco de Anjou moriría en Château-Thierry en junio de 1584.  Guillermo de Orange sería asesinado por Balthasar Gérard al mes siguiente.  
La retirada francesa facilitaría el avance de los tercios de Alejandro Farnesio, que sin obstáculos capturaron durante todo ese año los territorios a lo largo del río Escalda. Sas van Gent en octubre, el Waasland en noviembre de 1583 y Brujas el 20 de mayo de 1584.
En julio de 1584 estos mismos tercios pondrían sitio a Amberes, consiguiendo la rendición de la ciudad en agosto de 1585. Bruselas había caído en poder español unos meses antes, el 10 de marzo y unos días después Nimega. Solo la ciudad de Ostende se mantendría en poder de las Provincias Unidas en el sur.